# Boschi di Farneta (Monte Castrilli)
Boschi di Farneta (Monte Castrilli) este o arie protejată (arie specială de conservare — SAC, sit de importanță comunitară — SCI) din Italia întinsă pe o suprafață de 769 ha, integral pe uscat.

## Localizare
Centrul sitului Boschi di Farneta (Monte Castrilli) este situat la coordonatele 42°38′15″N 12°26′55″E / 42.6375°N 12.448611°E.

## Înființare
Situl Boschi di Farneta (Monte Castrilli) a fost declarat sit de importanță comunitară în iunie 1995 pentru a proteja 38 de specii de animale. Situl a fost protejat și ca arie specială de conservare în august 2014.

## Biodiversitate
Situată în ecoregiunea mediteraneană, aria protejată conține 2 habitate naturale: Păduri panonice-balcanice de stejar turcesc - stejar sesil, Galerii de Salix alba și de Populus alba.
La baza desemnării sitului se află mai multe specii protejate:
- păsări (36): ciocârlie-de-câmp (Alauda arvensis), lăstunul mare (Apus apus), sticlete (Carduelis carduelis), Certhia brachydactyla, Cettia cetti, florinte (Chloris chloris), Cisticola juncidis, cioară neagră (Corvus corone), Corvus monedula, pițigoi albastru (Cyanistes caeruleus), lăstun de casă (Delichon urbicum), presură sură (Emberiza calandra), măcăleandru (Erithacus rubecula), cinteză (Fringilla coelebs), ciocârlan (Galerida cristata), Hippolais polyglotta, rândunică (Hirundo rustica), câneparul (Linaria cannabina), privighetoare (Luscinia megarhynchos), codobatură galbenă (Motacilla alba), codobatura galbenă (Motacilla flava), pițigoi mare (Parus major), vrabie de câmp (Passer montanus), codroș de munte (Phoenicurus ochruros), coțofană (Pica pica), ciocănitoarea verde (Picus viridis), mărăcinar negru (Saxicola torquatus), cănăraș (Serinus serinus), guguștiuc (Streptopelia decaocto), turturică (Streptopelia turtur), graur (Sturnus vulgaris), silvie cu cap negru (Sylvia atricapilla), silvie mediteraneană (Sylvia melanocephala), mierlă (Turdus merula), sturz-cântător (Turdus philomelos), strigă (Tyto alba)
- nevertebrate (2): croitorul mare al stejarului (Cerambyx cerdo), rădașcă (Lucanus cervus)

Pe lângă speciile protejate, pe teritoriul sitului au mai fost identificate 1 specie de plante, 1 specie de păsări, 2 specii de amfibieni, 7 specii de mamifere, 3 specii de reptile.